# Déjà fou
Déjà fou (Nederlands: al gek en een woordspeling op 'déjà vu') is een muziekalbum van de Britse band Strawbs.
Het album werd opgenomen in de succesvolle samenstelling van begin jaren zeventig van de 20e eeuw, toch is er nauwelijks een vergelijking te maken tussen de stijlen van muziek. Werd in die tijd Strawbs gerekend tot de progressieve rock, dat is hier niet het geval; het is meer terug naar het begin: folk, wel gespeeld in een samenstelling die lijkt op die van een symfonische-rockband. Het album werd opgenomen in de KD Studio in Chiswick nabij Londen. Twee maanden na de studio-opnamen stond de band op NEARfest te spelen.

## Musici
- Dave Cousins – zang, gitaar, banjo, mandoline, chromaharp
- Dave Lambert – zang, gitaar
- Chas Cronk – zang, basgitaar, gitaar
- John Hawken – toetsen
- Rod Coombes – slagwerk 
met dank aan Chris While (zang), Julie Matthews (zang), Adam Wakeman (piano) en arrangeur Robert Kirby (ook hoorn)

Strijkerssectie:
- Michael Humphrey – viool
- Paul Robson – viool
- Jonathan Welch – altviool
- Rebecca Gilliver – cello
- Nick Worters – contrabas

## Composities
1. Riviera dei Fiori (Cousins/Lambert) - 1:43
2. Under the cloudless sky (Cousins) - 5:16
3. Face down in the well (Cousins) - 5:55
4. On a night like this (Cousins) - 2:27
5. If (Cousins) - 5:07
6. Cold steel (Lambert) - 5:07
7. Sunday morning (Cousins/Lambert) - 3:24
8. This barren land (Cousins/Lambert) - 4:47
9. When the lights came on (Lambert) - 4:41 (hoornsolo!)
10. Russian front (Cousins/Cronk/Hawken/Lambert) - 7:00
11. Here today, gone tomorrow - 4:14
12. NRG (Cousins) - 3:42

Riviera dei Fiori vertoont sterke gelijkenis met een track van hun eerdere album Ghosts. When the lights came on heeft een gitaarpartij achter de zang, die zo uit Stairway to Heaven van Led Zeppelin is weggelopen. De zangmelodie bij This barren land is overeenkomstig de muziek van Hubert Parry naar de tekst van William Blakes gedicht "And did those feet in ancient time", een muziekcompositie beter bekend als Jerusalem.